# ナショナルズ・パーク
ナショナルズ・パーク（Nationals Park）は、アメリカ合衆国のワシントンD.C.にある野球場。MLBのワシントン・ナショナルズの本拠地である。初試合は2008年3月30日のアトランタ・ブレーブス戦（MLB開催のシーズン公式ゲームとしての初試合。それに先立ち、2008年3月22日にジョージ・ワシントン大学の試合が事実上のこけら落としとして行われている）。

## 概要
2004年にモントリオール・エクスポズがワシントン・ナショナルズとしてワシントンD.C.に移転。MLSのD.C. ユナイテッドとナショナルズの併用であったロバート・F・ケネディ・メモリアル・スタジアムの代わりに、野球専用球場として建設されることとなった。2006年5月に着工。2008年3月に完成。市内南部を流れるアナコスティア川沿いに建てられ、近くにはワシントン記念塔や議会議事堂を望むことが出来る。またD.C. ユナイテッドの本拠地アウディ・フィールドがある。
2008年3月30日のナショナルズの開幕戦ではジョージ・W・ブッシュ大統領が始球式を行い、ナショナルズが劇的なサヨナラ勝ちで新本拠地での初戦を飾った。同年4月17日にはワシントンD.C.を訪れたベネディクト16世が球場に集まった47,000人の前でミサを行った（後にベネディクト16世はニューヨークを訪れた際、ヤンキー・スタジアムでもミサを行っている）。
2012年のナショナルリーグディビジョンシリーズ第5戦で、球団史上最多の観客動員45,966人を記録した。
2019年からバックパックの持ち込みが禁止された。

## 設備・アトラクション・演出
- 左翼スタンドの上段に桜の木が植えられている（同じくワシントンD.C.を流れるポトマック川の桜並木から着想を得たものである）。
- 晴れた日はライトの上段席からアメリカ合衆国議会議事堂を見渡すことも出来る[6]。

## 主要な出来事
- 2008年3月22日：ジョージ・ワシントン大学対セント・ジョセフ大学の試合にて開場。
- 2008年3月30日：MLB公式戦初開催。ライアン・ジマーマンのサヨナラ本塁打でナショナルズが勝利（ナショナルズ 3 - 2 ブレーブス）。
- 2008年4月17日：ワシントンD.C.を訪れたベネディクト16世が大規模なミサを行う。
- 2009年6月4日：ジャイアンツのランディ・ジョンソンが通算300勝を達成（ナショナルズ 1 - 5 ジャイアンツ）。MLB史上24人目、左腕投手に限れば史上6人目[7]。
- 2009年7月4日：アダム・ダンが通算300本塁打を達成。
- 2010年8月26日：カージナルスのアルバート・プホルスが通算400本塁打を達成（ナショナルズ 11 - 10 カージナルス）。30歳222日での到達は、アレックス・ロドリゲス、ケン・グリフィー・ジュニアに続く（達成時点で）史上3番目の年少記録[8]。
- 2012年10月10日：球場初となるポストシーズンの試合（ディビジョンシリーズ）開催。ワシントンD.C.でポストシーズンの試合が行われたのは、1933年のワールドシリーズ[9]以来79年ぶりだった。
- 2015年1月1日：NHLウィンター・クラシック開催（キャピタルズ 3 - 2 ブラックホークス）。
- 2018年7月17日：ワシントンD.C.で49年ぶりのMLBオールスターゲームが開催（アメリカンリーグ 8 - 6 ナショナルリーグ）[5]。
- 2019年10月15日：リーグチャンピオンシップシリーズでカージナルスに7対4で勝利。シリーズ通算4勝無敗で球団創設以来初となるリーグ優勝・ワールドシリーズ進出を決めた[10]。
- ワールドシリーズ開催：2019年
- 2020年7月29-30日：新型コロナウイルス感染拡大の影響でカナダ国内で主催試合を開催できなくなったトロント・ブルージェイズがナショナルズとのホーム2連戦を当球場で行った。